# روبرتو خوسيه
روبرتو خوسيه (بالإسبانية: Roberto Elías)‏ هو لاعب كرة قدم بيروفي في مركز الدفاع، ولد في 7 يونيو 1940 في ليما في بيرو. لعب مع نادي سبورتينغ كريستال.